# Megalópole japonesa

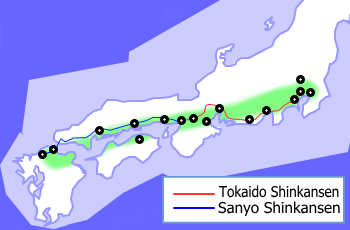
Mapa da megalópole japonesa conectada pelas linhas Tōkaidō e Sanyō da rede ferroviária de alta velocidade do país.

A Megalópole japonesa, Taiheiyō Belt (太平洋ベルト, Taiheiyō beruto, literalmente "Cinturão do Pacífico") em japonês, Tokaido corridor em inglês, é uma megalópole localizada no sudeste do Japão. Possui a maior concentração urbana do mundo, com mais de 80 milhões de habitantes. Abrange as seguinte metrópoles:
- Tóquio
- Kawasaki
- Nagoya
- Quioto
- Kobe
- Nagasaki
- Osaka